# 69P/泰勒彗星
泰勒彗星是太陽系內的一顆週期彗星，於1915年11月24日被克萊門特·泰勒在南非的開普敦發現。

## 觀測歷史
美國威斯康辛州葉凱士天文台的喬治·范·比斯布羅克和愛德華·愛默生·巴納德觀察到這顆彗星分裂成兩顆不同的核心，但是在3月16日之後就看不見了。 
預測這顆彗星於1922年回歸，但未能尋獲 (參見迷蹤彗星)。
在1928年發現的雷睦斯一號彗星起初曾被認為是泰勒彗星，在1951年同樣的假設又發生在阿蘭得–里戈彗星。
N.A. 別利亞耶夫和V. V. Emel'yanenko預測1976年泰勒彗星回歸日期在1977年1月25日，美國帕洛瑪天文台的查爾斯·科瓦爾在1976年12月13日拍攝的乾板上找到了它的影像。
這顆彗星在1984年和1990年的回歸都被尋獲，並且在1998年與地球最接近的時候，測得其亮度是12等。

## 外部連結
- Orbital simulationArchive.today的存檔，存档日期2012-12-12 from JPL (Java) / Horizons Ephemeris（页面存档备份，存于）
- 69P/Taylor（页面存档备份，存于） – Seiichi Yoshida @ aerith.net
- 69P at Kronk's Cometography（页面存档备份，存于）
- 69P at Kazuo Kinoshita's Comets（页面存档备份，存于）
- 69P at Seiichi Yoshida's Comet Catalog（页面存档备份，存于）

| 週期彗星                | 週期彗星     | 週期彗星            |
| ----------------------- | ------------ | ------------------- |
| 前一顆彗星 克萊默拉彗星 | 69P/泰勒彗星 | 後一顆彗星 小島彗星 |
| 週期彗星列表            |              |                     |